# Eugenio Anaya Zagaribay
Eugenio Anaya Zagaribay (San Francisco de Conchos en 1879 - San Francisco de Conchos 1932) fue uno de los líderescampesinos en el norte de México; Fundador del ejido de San Francisco de Conchos y presidente municipal del mismo municipio. Participó constantemente en movimientos campesinos y luchando por ellos, Su lema "Los hombres valientes dan su vida por los que menos tienen".